# نجيلة (شمال سيناء)
نجيلة إحدى قرى مركز بئر العبد التابع لمحافظة شمال سيناء بجمهورية مصر العربية.